# 普通暴蟹
普通暴蟹（学名：Halimede tyche）为扇蟹科暴蟹属的动物。分布于日本以及中国大陆的海南岛等地，主要栖息于海水。